# Etapa de Guaporé de 2010 (Fórmula Truck)
A Etapa de Guaporé foi a primeira da temporada de 2010 da Fórmula Truck. O vencedor foi o piloto Felipe Giaffone, da RM Competições.

## Corrida
| Pos | Nº | Piloto             | Equipe | Voltas | Tempo/Aband. | Grid | Pontos¹ |
| --- | -- | ------------------ | ------ | ------ | ------------ | ---- | ------- |
| 1   | 4  | Felipe Giaffone    |        | 30     | 1:00:54.264  |      | 5 + 26  |
| 2   | 2  | Valmir Benavides   |        | 30     | +1.460       |      | 3 + 20  |
| 3   | 6  | Wellington Cirino  |        | 30     | +4.184       |      | 2 + 17  |
| 4   | 51 | Leandro Reis       |        | 30     | +5.282       |      | 1 + 14  |
| 5   | 56 | Danilo Dirani      |        | 30     | +5.883       |      | 0 + 12  |
| 6   | 3  | Geraldo Piquet     |        | 30     | +16.661      |      | 0 + 10  |
| 7   |    | Adalberto Jardim   |        | 30     | +20.404      |      | 0 + 8   |
| 8   |    | Leandro Totti      |        | 30     | +35.523      |      | 0 + 7   |
| 9   |    | Diumar Bueno       |        | 30     | +36.041      |      | 0 + 6   |
| 10  |    | João Maistro       |        | 30     | +36.404      |      | 0 + 5   |
| 11  |    | Paulo Salustiano   |        | 30     | +40.105      |      | 0 + 4   |
| 12  |    | Pedro Muffato      |        | 30     | +51.937      |      | 0 + 3   |
| 13  |    | Fred Marinelli     |        | 30     | +54.020      |      | 0 + 2   |
| 14  |    | Bruno Junqueira    |        | 30     | +55.015      |      | 0 + 1   |
| 15  |    | Vignaldo Fizio     |        | 30     | +59.717      |      |         |
| 16  |    | Cristiano Da Matta |        |        | a 3 voltas   |      |         |
| 17  |    | Débora Rodrigues   |        |        |              |      |         |
| 18  |    | Roberval Andrade   |        |        | a 8 voltas   | 1    | 4 + 0   |
| 19  |    | Beto Monteiro      |        |        | a 16 voltas  |      |         |
| 20  |    | José Maria Reis    |        |        | a 16 voltas  |      |         |
| 21  |    | Renato Martins     |        |        | a 19 voltas  |      |         |
| 22  |    | Andersom Toso      |        |        | a 21 voltas  |      |         |
| 23  |    | Fabiano Brito      |        |        | a 27 voltas  |      |         |

- Nota 1:  De acordo com o regulamento da temporada, são distribuidos pontos para os cinco primeiros que cruzarem a linha de chegada na 12º volta e para os 14 que cruzarem na ultima volta.